# Szabadidősport
A szabadidősport olyan szabadidős, aktív mozgással vagy intenzív szellemi tevékenységgel töltött idő, mely során a részvevő nem a versenytársak legyőzésére törekszik, hanem kikapcsolódik, társas kapcsolatokat erősít, fejleszti képességeit, és élvezi a mozgás örömét. A szabadidősport sokféle formában létezhet: lehet egyéni, csoportos vagy tömegsport, lehet szabadban, természetben vagy teremben, lehet intenzív vagy kímélő. 
A szabadidősport számos előnnyel jár egyén és társadalom számára egyaránt. Egyéni szinten hozzájárul a fizikai kondíció javításához, a stressz csökkentéséhez, az önbizalom növeléséhez és a szociális kapcsolatok erősítéséhez. Társadalmi szinten pedig a közösségi élet gazdagítását, az egészségtudatos életmód népszerűsítését és a társadalmi kohézió erősítését szolgálja. A versenysporttal ellentétben nem a versengés vagy a teljesítmény maximalizálása a cél. 

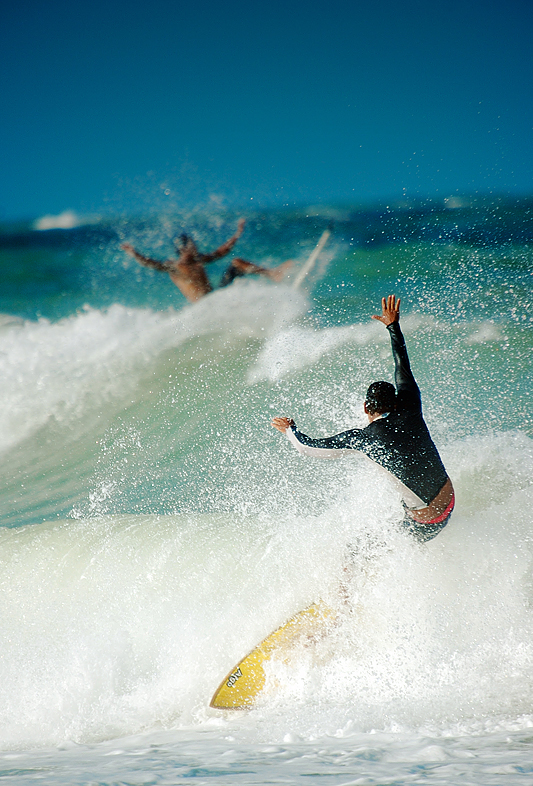
Tengerparton szörfösök

## A szabadidősport előnyei
- Fizikai egészség: Erősíti az izmokat, javítja az állóképességet, segít a testsúly kontrollálásában.
- Lelki egészség: Csökkenti a stresszt, a szorongást, a depresszió kockázatát, javítja a hangulatot.
- Szociális élet: Erősíti a társas kapcsolatokat, növeli a közösségi érzést.
- Intellektuális fejlődés: Több sportág fejleszti a koordinációt, a reakcióidőt, a problémamegoldó képességet.

## A gyereknevelés és a szabadidősport
A gyereknevelés és a szabadidősport szorosan összefüggő fogalmak. A szabadidősport nem csak egy szórakozás, hanem egy olyan eszköz, amelynek segítségével a szülők számos fontos értéket közvetíthetnek gyermekeik felé.
A szabadidősport több tekintetben segíti a gyerekek fejlődését:
- Fizikai fejlődés: A mozgás elengedhetetlen a gyermekek egészséges növekedéséhez és fejlődéséhez. A szabadidősportok erősítik az izmokat, javítják az állóképességet, segítenek a koordináció fejlesztésében és a testtudat kialakításában.
- Lelki fejlődés: A sport segít a stressz levezetésében, a feszültség oldásában, így hozzájárul a gyermekek érzelmi egyensúlyához. A sport során a gyerekek megtanulják, hogy a kitűzött célok eléréséhez kitartó munkára van szükség. Fejlesztik a problémamegoldó képességüket és a döntéshozatali készségeiket.
- Szociális készségek: A csapatsportágakban a gyerekek megtanulják, hogyan működjenek együtt másokkal, hogyan fogadják el a sikereket és a kudarcokat. A közös mozgás erősíti az önbizalmat, empátiát és a csapatmunkát.
- Értékrend közvetítése: A sport során a gyerekek megtanulják, hogy a becsületesség, a tisztesség és a fair-play fontos értékek.

## Szabadidő sportok, sportrendezvények
- Turizmus, természetjárás
- Úszás, Balaton-átúszás
- Meditáció
- Tánc